# Hip house
El hip house, también conocido como house rap, es una mezcla de música house y hip hop. Se hizo popular a mediados la década de 1980 en Nueva York y Chicago. Como ejemplo el primer tema de música House que incluía una sesión de rap en el intermedio de la canción, fue «Music Is the Key», lanzado en 1985 del grupo J.M. Silk de la ciudad de Chicago, sin embargo, el primer ejemplo de esta fusión para algunos historiadores de la música fue el tema «Rok da House» de los productores británicos The Beatmasters lanzado en 1987, que ya contaba con elemento característicos del género, contando con las raperas The Cookie Crew, de la misma nacionalidad. No obstante, suele considerarse al productor Fast Eddie de la ciudad de Chicago como el representante más reconocido del estilo.
El éxito europeo de la música house y techno, hizo que el hip house tuviera su veta en ese continente con proyectos como los belgas Technotronic fundados por Jo Boggaert y la rapera Ya Kid K, que con su hit «Pump Up the Jam» llegaron a los primeros lugares de música de baile en todo el mundo en 1990. Después llegarían «The Power» de los alemanes Snap! con la potente voz declamante al nivel de Public Enemy de su rapero Turbo B o «I Can’t Stand It» de los neerlandeses Twenty 4 Seven, entre otros.
Si bien este estilo no fue bien recibido por la comunidad hip hop estadounidense, el grupo rap Jungle Brothers se atrevieron con el género con «I’ll House You» en 1988 (aunque no aparezca indicado en el álbum, este tema está visto generalmente como una colaboración entre el productor neoyorquino Todd Terry y Jungle Brothers).

## Artistas de Hip house
- Azealia Banks
- 2 In A Room
- Beat Masters
- D-Mob
- Doug Lazy
- Fast Eddie
- Kickin' Kenny V
- Ice MC
- Kool Rock Steady
- Mr. Lee
- Outhere Brothers
- The Party
- The Sacados
- Caló
- Technotronic
- Real Mc.Coy (en sus inicios)
- Culture Beat (en sus inicios)
- Masterboy (en sus inicios)
- Snap (en sus inicios)
- 2 Brothers on the 4th Floor (en sus inicios)
- Tony Scott
- Tyree
- Twenty 4 Seven (en sus inicios)
- Ya Kid K
- 2 Young Brothers
- Flo Rida
- will.i.am
- 740 Boyz
- Bizz Nizz
- Reel 2 Real